# Кейрни, Пол
Пол Кейрни (англ. Paul Cairney; 8 июня 1984, Глазго, Шотландия) — шотландский футболист. Полузащитник шотландского клуба «Питерхед». Ранее играл за «Куинз Парк», «Партик Тисл», «Хиберниан», «Килмарнок» и «Странраер».

## Карьера
Начал свою футбольную карьеру в молодёжной команде «Сент-Миррена», но клуб не захотел с ним подписывать профессионального контракта и Пол команду покинул. Вскоре он стал игроком любительского клуба «Куинз Парк» и в декабре 2005 года сыграл свой первый матч на профессиональном уровне. В сезоне 2006/07 помог своей команде выйти во «Второй Дивизион» и в том же году подписал трёхлетний контракт с клубом «Партик Тисл». Но тут же он поехал в аренду обратно в «Куинз Парк», за который играл ещё до 2009 года. В «Партик Тисл» дебютировал уже в 2009 году в матче «Кубка Вызова» против «Эйрдри Юнайтед». В сезоне 2011/12 Пол забил 12 голов, оформив 21 апреля 2012 года первый «хет-трик», трижды поразив ворота «Данди». В июле 2012 года Кейрни подписал двухлетний контракт с «Хибернианом», а 1 сентября забил свой первый гол за команду, поразив ворота «Селтика» (2:2).

## Награды
«Куинз Парк»
- Победитель плей-офф: 2006/07